# Grun-Bordas

Grun-Bordas este o comună în departamentul Dordogne din sud-vestul Franței. În 2009 avea o populație de 218 de locuitori.

## Evoluția populației
| An        | 1975 | 1982 | 1990 | 1999 | 2006 | 2009 |
| --------- | ---- | ---- | ---- | ---- | ---- | ---- |
| Populație | 145  | 162  | 165  | 156  | 205  | 218  |